# Šenborn
Šenborn (ukrajinsky Шенборн; německy Unterschönborn, maďarsky Alsóschönborn, česky Nové Selo) je obec v mukačovské městské komunitě v mukačevském okrese Zakarpatské oblasti Ukrajiny. V roce 2025 zde žilo 465 obyvatel.

## Historie
Prvá písemná zmínka pochází z roku 1484, kdy sídlo neslo pojmenování Kisfalu. Obyvatelstvo této oblasti hodně utrpělo během povstání Františka II. Rákocziho. Vleklá válka region vyčerpala a k ekonomickým potížím se přidala morová epidemie. Většina rodin opustila své domovy a nikdy se nevrátila. V roce 1728 zde žilo pouze 6 rodin. V roce 1726 císař Karel VI. věnoval zdejší území Lotarovi Františkovi ze Schönbornu za to, že jako kurfiřt vojensky pomohl císaři, aby císař porazil Františka II. Rákócziho, jehož bylo toto panství dříve majetkem. Schönbornové pak na zdejší území přivedli německé kolonisty. V roce 1732 zde žilo již 30 rodin kolonistů. Od té doby se osada stala téměř výhradně německou. Do Trianonské smlouvy byla ves součástí Uherska, poté po názvem Nové Selo součástí Československa. V důsledku první vídeňské arbitráže byla v letech 1938 až 1944 součástí Maďarska. Od roku 1945 patříla k Ukrajinské sovětské socialistické republice, která byla součástí SSSR, a nakonec od roku 1991 samostatné Ukrajině.